# 全日本大学フットサル大会
全日本大学フットサル大会（ぜんにほんだいがくフットサルたいかい）は、日本サッカー協会が主催する大学フットサルの全国大会。2020・21年は中止。

## 概要
大学フットサル部を対象とした比較的に新しいフットサル大会の一つ。本大会は毎年夏に開催される。各都道府県で予選が行われ、予選を勝ち抜いた大学で本大会出場権をかけて地域予選が行われる。本大会は各地区予選を勝ち抜いた12チームが4チーム3グループにてリーグ戦を行い、各グループ上位1チームとグループ2位チームのうち成績上位1チームが決勝トーナメントへ進出、大学フットサル部日本一を決める。

## 歴代優勝大学
| 年     | 回 | 優勝 |
| ------ | -- | --- |
| 2005年 | 1  | 【東日本】国士舘大学サッカー部 [準優勝]拓殖大学サッカー部 【西日本】阪南大学サッカー部 [準優勝]大阪教育大学サッカー部 |
| 2006年 | 2  | 【東日本】明治大学サッカー部 [準優勝]帝京大学サッカー部 【西日本】神戸大学フットサル部 [準優勝]静岡産業大学サッカー部 |
| 2007年 | 3  | 流通経済大学サッカー部 [準優勝]同志社大学フットサル部 [3位]札幌大学サッカー部、神戸大学フットサル部                   |
| 2008年 | 4  | 神戸大学フットサル部 [準優勝]福山大学サッカー部 [3位]流通経済大学サッカー部、名桜大学フットサル部                     |
| 2009年 | 5  | 神戸大学フットサル部 [準優勝]順天堂大学フットサル部 [3位]同志社大学フットサル部、川崎医療福祉大学フットサル部         |
| 2010年 | 6  | 神戸大学フットサル部 [準優勝]順天堂大学フットサル部 [3位]高知大学サッカー部、北海道大学フットサル部                   |
| 2011年 | 7  | 関西大学フットサル部 [準優勝]高知大学サッカー部 [3位]山口大学フットサル部、神戸大学フットサル部                       |
| 2012年 | 8  | 順天堂大学フットサル部 [準優勝]同志社大学フットサル部 [3位]東北大学フットサル部、摂南大学フットサル部                 |
| 2013年 | 9  | 順天堂大学フットサル部 [準優勝]東北大学フットサル部 [3位]山口大学フットサル部、立命館アジア太平洋大学フットサル部     |
| 2014年 | 10 | 東北大学フットサル部 [準優勝]立命館大学フットサル部 [3位]順天堂大学フットサル部、立命館アジア太平洋大学フットサル部   |
| 2015年 | 11 | 同志社大学フットサル部 [準優勝]広島大学フットサル部 [3位]順天堂大学フットサル部、多摩大学フットサル部                 |
| 2016年 | 12 | 順天堂大学フットサル部 [準優勝]大阪成蹊大学フットサル部 [3位]広島大学フットサル部、多摩大学フットサル部               |
| 2017年 | 13 | 順天堂大学フットサル部 [準優勝]大阪成蹊大学フットサル部 [3位]同志社大学フットサル部、東北大学フットサル部             |
| 2018年 | 14 | 順天堂大学フットサル部 [準優勝]慶應大学体育会ソッカー部 [3位]同志社大学フットサル部、大阪成蹊大学フットサル部         |
| 2019年 | 15 | 多摩大学フットサル部 [準優勝]桐蔭横浜大学フットサル部 [3位]北海道大学エスペランサ                                     |
| 2022年 | 18 | 大阪成蹊大学フットサル部                                                                                              |
| 2023年 | 19 | 大阪成蹊大学フットサル部                                                                                              |
| 2024年 | 20 | 大阪成蹊大学フットサル部                                                                                              |
| 2025年 | 21 | 大阪成蹊大学フットサル部                                                                                              |